# Kristijan IX. Danski
Kristijan IX., danski kralj, * 8. april 1818, grad Gottorf v mestu Schleswig, † 29. januar 1906, grad Amalienborg v Kopenhagnu.
Kristijan IX. je postal danski kralj, ko je glavna veja rodbine Oldenburžanov ostala brez moškega naslednika in je tako začetnik dinastije Glücksburg. Njegovi nasledniki so zasedli več evropskih vladarskih prestolov. Njegova potomca sta tudi sedanji britanski kralj Karel III. in danska kraljica Margareta II.
Takoj po Kristijanovem nastopu vladanja je izbruhnila druga schleswiško-holsteinska vojna, v kateri je Danska izgubila vojvodine Schleswig, Holstein in Lauenburg. Senco, ki je s porazom legal na Kristijanovo vladanje, je še stopnjevala njegova trdovratna podpora konservativnemu ministrskemu predsedniku Estrupu, ki je vladal v nasprotju z voljo parlamenta. Kljub začetni nepopularnosti, ko je bil kralj v konfliktu z večjim delom prebivalstva, je ob koncu vladanja postal narodna ikona, zaradi dolžine vladanja in zaradi visokih standardov njegove osebne morale.

## Poreklo
Kristijan IX. je bil rojen na gradu Gottorf kot četrti sin Friderika Viljema, vojvode Schleswig-Holstein-Sonderburg-Beck, in Luize Karoline, hčerke kneza Karla Hessensko-Kasselskega.
Oldenburžani, Kristijanova rodbina, so bili od leta 1448 danski kralji in do leta 1460 deželni gospodje v vojvodinah Schleswig in Holstein. Po moški liniji, dolgi osem generacij, je bil Kristijan potomec danskega kralja Kristijana III., a na kraljevi prestol ga je pripeljalo sorodstvo po ženski liniji, ki je na Danskem tudi veljalo, kadar je moška linija usahnila.
Potomci danskega kralja Kristijana III. so svoje vojvodsko posest skozi generacije vse bolj delili. Pravnuk Kristijana III., Avgust Filip, ki se je rodil Aleksandru, vojvodi Schleswig-Holstein-Sonderburg, je v Vestfaliji pridobil dvorec in posestvo Beck, po katerem se je začela njegova veja imenovati  Schleswig-Holstein-Sonderburg-Beck. Njegovi nasledniki so službovali v Prusiji, Poljski in Rusiji, dokler se ni Avgust Filipov praprapravnuk, Kristijanov oče, vrnil v Holstein službovat v dansko vojsko. Tam je srečal in se poročil (1810) s Kristijanovo materjo, princeso Luizo Karolino, tudi iz rodbine Oldenburžanov, ki pa je bila sorodstveno veliko bliže aktualnemu danskemu kralju Frideriku VI.; bil je njen svak, saj je bil poročen z njeno sestro Marijo, bil pa je tudi njen bratranec, saj je bila mati Marije in Luize Karoline, Luiza, sestra kralja Kristijana VII., Friderikovega očeta. Oče Luize Katarine, Luizin mož, je bil nemški grof Karel Hessensko-Kasselski, vzgojen pri svojih sorodnikih na danskem dvoru; postal je danski feldmaršal in kraljevi namestnik v vojvodinah Schleswig in Holstein; njegova rezidenca je bil grad Gottorf, kjer je bil rojen Kristijan.
Leta 1818 je na gradu Glücksburg blizu Flensburga umrla vdova zadnjega vojvode starejše glücksburške veje in kralj Friderik VI. je imenoval svojega svaka Friderika Viljema, Kristijanovega očeta, za glücksburškega vojvodo; ta je spremenil svoj naziv v Schleswig-Holstein-Sonderburg-Glücksburg in s tem osnoval mlajšo vejo Glücksburg. Družina se je preselila v grad Glücksburg, kjer je Kristijan rasel pod strogim očetovim očesom. A leta 1831 je oče umrl in mati je z desetimi otroki ostala brez dohodkov. Kralj Friderik VI. je postal skrbnik njenih otrok.

## Šolanje in poroka
Kristijana so štirinajstletnega poslali v Kopenhagen na kadetsko akademijo. Zanj je kot za sina skrbel kraljevi par Friderik VI. in Marija, ki sta mu živi ostali le dve hčerki. Kasneje je Kristijan študiral ustavno pravo in zgodovino na univerzi v Bonnu. Po končanem študiju je potoval po Evropi in na povratku v Berlinu odklonil ponudbo pruskega kralja Friderika Viljema IV., da stopi v nemško vojsko.
Potem ko je že leta 1838 neuspešno zaprosil britansko kraljico Viktorijo za njeno roko (takoj po njenem kronanju), se je leta 1842 poročil s princeso Luizo, svojo sestrično v drugem kolenu, hčerko grofa Viljema Hessensko-Kasselskega, ki je bil danski general in guverner Kopenhagna, poročen s sestro danskega kralja Kristijana VIII., Luizo Šarloto. Kristijan in Luiza sta bila tako oba pravnuka danskega kralja Friderika V. in tudi pravnuka hessensko-kasselskega grofa Friderika II. Po poroki sta lahko živela v Kopenhagnu še dokaj nepoznana. Luisa je bila modra in energična žena z močnim vplivom na moža. V desetih letih mu je rodila šest otrok.

## Določen za verjetnega prestolonaslednika
Ker zadnja dva danska kralja nista imela moških naslednikov, je bilo vse bolj pereče vprašanje nasledstva ob morebitni smrti kralja Friderika VII., še zlasti ker je bilo na Danskem možno tudi dedovanje po ženski liniji, kadar ni bilo moških potomcev, v nemških vojvodinah Holstein in Lauenburg, ki sta bili članici Nemške zveze, pa ne. Nasledstvo v Schleswig-Holsteinu je zase zahteval nečak Friderika VI., Kristijan Avgust II. iz veje Schleswig-Holstein-Sonderburg-Avgustenburg. Poleg tega je v 1840-tih letih nemška nacionalna stranka v Schleswig-Holsteinu postavljala zahtevo po odcepitvi od Danske in vključitvi v Nemško zvezo. Napetosti so leta 1848 pripeljale do prve schleswiško-holsteinske vojne, katere epilog so leta 1852 postavile velike sile (Britanija, Francija, Rusija, Prusija, Avstrija) v t. i. londonskem protokolu, ki odcepitve niso dovolile, in so Kristijana določile za drugega pričakovanega prestolonaslednika danske monarhije (prvi prestolonaslednik je bil princ Ferdinand, mlajši brat kralja Kristijana VIII., ki pa je tudi bil brez otrok).
Niti kralj, niti Kristijan odločitve nista sprejela z navdušenjem, morda zaradi njunega medsebojno hladnega odnosa. Vojaško strogi naslednik lahkotneje razmišljujočemu kralju ni bil všeč, Kristijan in Luiza pa sta z neodobravanjem gledala na kraljevo morganatično tretjo ženo, igralko.. Konservativni prestolonaslednik je nezaupanje vzbujal tudi močni nacionalno-liberalni stranki.

## Danski kralj
Leta 1863 je umrl kronski princ Ferdinand in nenadoma kmalu za njim tudi kralj. Kristijan se je znašel na prestolu kot Kristijan IX. Takoj je spet izbruhnilo vprašanje pripadnosti Schleswig-Holsteina. Kristijan je pod pritiskom nacionalistov podpisal že pripravljeno t. i. novembrsko ustavo, ki je Schleswig integrirala v dansko državo, kar je bila seveda kršitev londonskega protokola. Sledila je druga schleswiško-holsteinska vojna (1864) med Dansko na eni in Prusijo in Avstrijo na drugi strani. Danska je vojno izgubila, vojvodine Schleswig, Holstein in Lauenburg so bile za Dansko izgubljene (Z odprtjem danskih kraljevih arhivov leta 2010 je postalo znano, da je Kristijan IX. leta 1866 na svojo roko ponudil pruskemu kralju Viljemu I. vključitev Danske v Nemško zvezo, če ostane Schleswig-Holstein v sklopu danske države. Kancler Bismarck je ponudbo odklonil.).
Danski poraz je za mnogo let vrgel senco na vladanje Kristijana IX. Veljal je za mlačnega, nezavzetega vladarja. Njegovo nepopularnost je še stopnjevala njegova vztrajna podpora konservativnemu prvemu ministru Estrupu. Estrupovo vladanje (1875-94) so mnogi imeli za na pol diktatorsko. Ko so na volitvah leta 1884 konservativci dobili v parlamentu le malo sedežev in parlament ni potrdil Estrupovega finančnega proračuna, mu je nadaljevanje vladanja omogočala edino kraljeva podpora. Leta 1901 pa je kralj zaupal sestavo vlade zmerno liberalnemu profesorju Johanu Henriku Deuntzerju. Novi vladi je uspelo izpeljati nekaj pomembnih reform, predvsem davčno. To je začetek tradicionalnega danskega parlamentarizma; občutno je popravil kraljev ugled v njegovih zadnjih letih vladanja.
V času vladanja Kristijana IX. je Islandija, še vedno v okviru danske države, dobila svojo ustavo (1874). Nekoliko je napredovala socialna varnost, vpeljali so starostne pokojnine, ugodnosti za nezaposlene in za družine (1891-92). Kljub začetni nepopularnosti in mnogih let političnega spora, ko je bil kralj v konfliktu z večjim delom prebivalstva, je ob koncu vladanja postal narodna ikona, zaradi dolžine vladanja in zaradi visokih standardov njegove osebne morale.
Štirje od njegovih šestih otrok so kot monarhi ali njihovi partnerji zasedli evropske prestole. Petega, Valdemarja, je bolgarska skupščina izvolila za kneza Bolgarije (1886), a mu oče ni dovolil sprejeti položaja. Uspehe otrok pripisujejo ambicijam kraljice Luize in pa dejstvu, da Danska ni bila velesila in tako ob zvezah kraljevih otrok ni bilo bojazni glede rušenja evropskega političnega ravnotežja.

## Družina
V zakonu Kristijana IX. in Luise (1817-98), princese Hessensko-Kasselske, se je rodilo šest otrok:
- Friderik VIII. (1843–1912), danski kralj ⚭ Louisa Švedsko-Norveška
- Aleksandra (1844–1925) ⚭ Edvard VII., britanski kralj
- Jurij I. (1845–1913), grški kralj ⚭ Olga Konstantinovna Romanova
- Dagmar (1847–1928) ⚭ Aleksander III., ruski car
- Thyra (1853–1933) ⚭ Ernest Avgust, hannoverski volilni knez
- Valdemar (1858–1939) ⚭ Marija Orleanska.